# Littérature croate

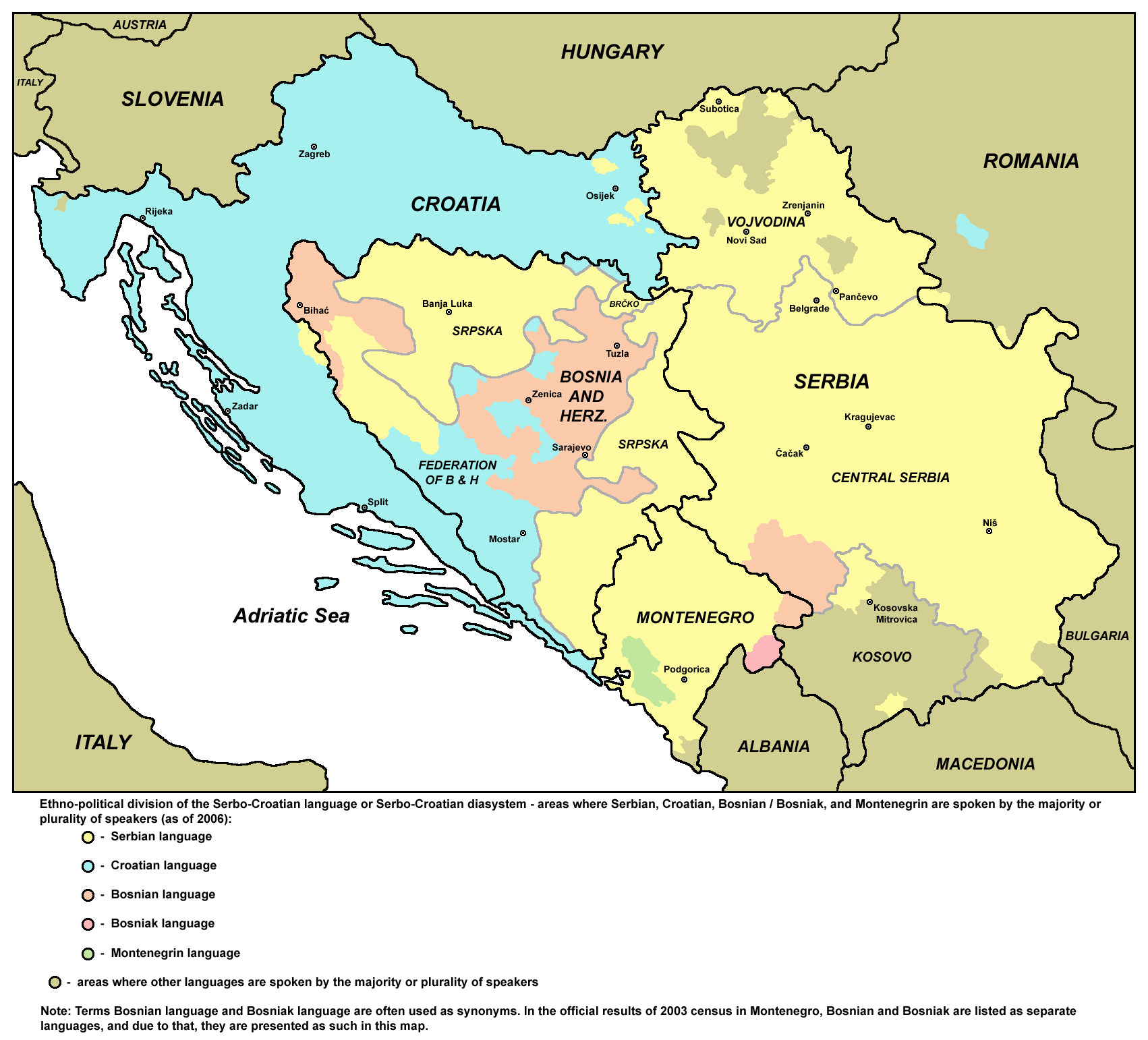
Distribution du croate (en bleu) en Croatie et dans les pays voisins (2006).

La littérature croate désigne la littérature en croate (ou toute autre dénomination du diasystème slave du centre-sud), ou en Croatie, ou par les diasporas.

## Tradition orale
La tradition orale croate passe en partie (surtout sur les côtes et les îles) par le grec, l'italien, le vénitien, puis selon les régions par l'allemand, le hongrois et le turc ottoman.
- Onomastique : personnes, peuples, langues, montagnes, rivières, villes, villages et lieux-dits
- Chants, comptines, contes, épopées, légendes, mythes
- Folklore

## Moyen Âge
- Variantes du croate (ou serbo-croate, BCMS) : chtokavien, kaïkavien, tchakavien
- Alphabet glagolitique
  - Textes glagolithiques croates : Hrvoje's Missal (en), Missale Romanum Glagolitice (en) (vers 1460)
- Inscription de Župa Dubrovačka (en)
- Stèle de Baška (1100)
- Stèle de Valun (en)
- Stèle de Plomin (en)
- Fragmenta Vindobonensia (en) ou Feuilles de Vienne
- Capitulaire Supetar (en) (république de Poljica (en), 1080-1187)
- Pacta conventa (Croatie) (Douze familles nobles de Croatie (en), 1102)
- Dubrovnik Missal (en) (vers 1150-1180)
- Code législatif de Vinodol (en) (1288)
- Statut de Vrbnik (en) (1388)
- Missel du duc Novak (en) (1349-1374)
- Livre croate de prières du Vatican (en) (1380-1400)
- Statut de Kastav (en) (1400)

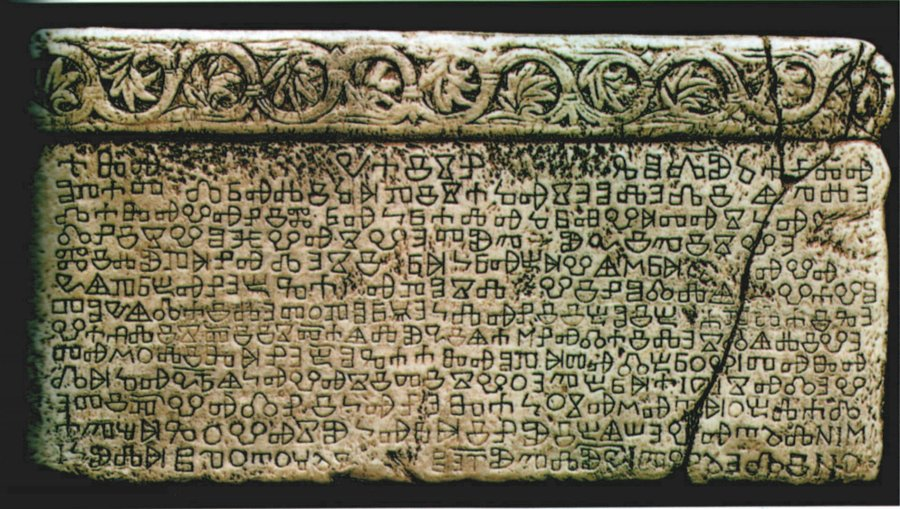
Stèle de Baška (vers 1100), île de Krk
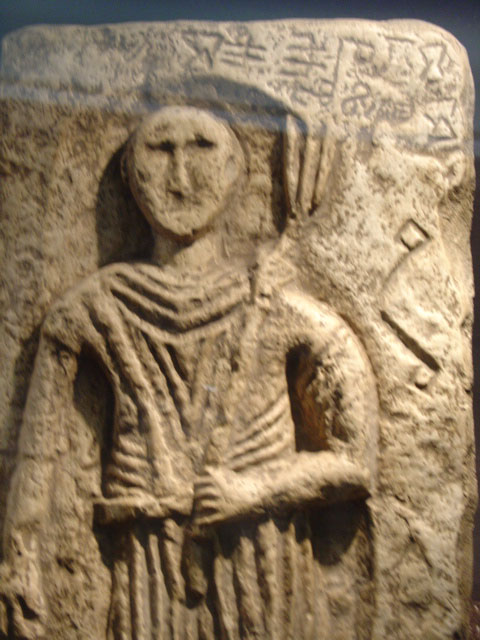
Stèle de Plomin
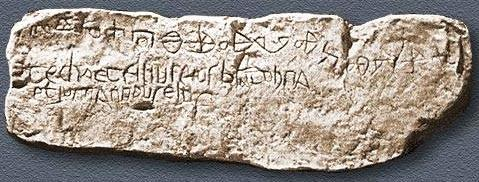
Stèle de Valun
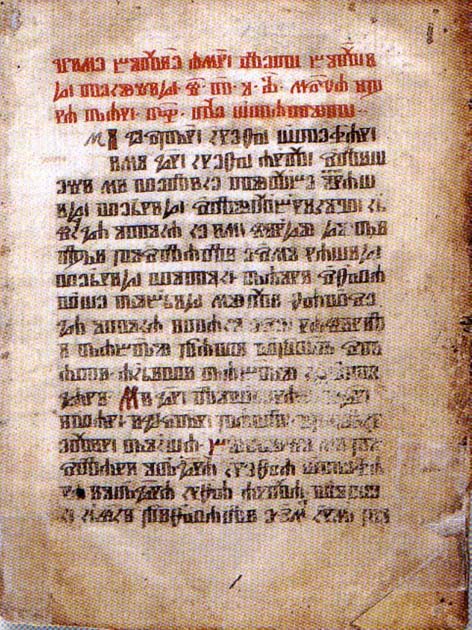
Statut de Vrbink
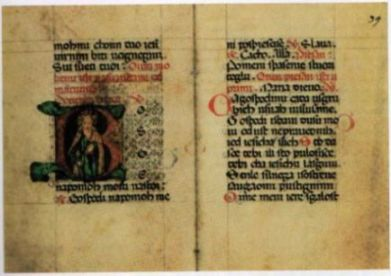
Livre croate de prières du Vatican

## XVesiècle
Le premier texte imprimé en croate est le Missale Romanum Glagolitice (en) (1483) (Misal po zakonu rimskoga dvora en croate), également le premier missel non-latin en Europe.
La poésie, selon des modalités empruntées, se développe surtout dans les régions côtières.
La république de Raguse, (aujourd'hui Dubrovnik), connaît une floraison de la poésie lyrique vernaculaire, en particulier des poèmes d'amour.
Un des meilleurs témoignages en est le Nikša Ranjina's Miscellany (en) de
Šiško Menčetić (en) (1457-1527).
Parmi les autres poètes : Janus Pannonius (1434-1472), Giorgio Sisgoreo (en) (1445-1509, en latin), Džore Držić (en) (1461-1501), Elio Lampridio Cerva (en) (1463-1520, en latin).
À Split, l'humaniste Marko Marulić (1450-1524), réputé en latin, écrit également en croate, dont Judita (1501).

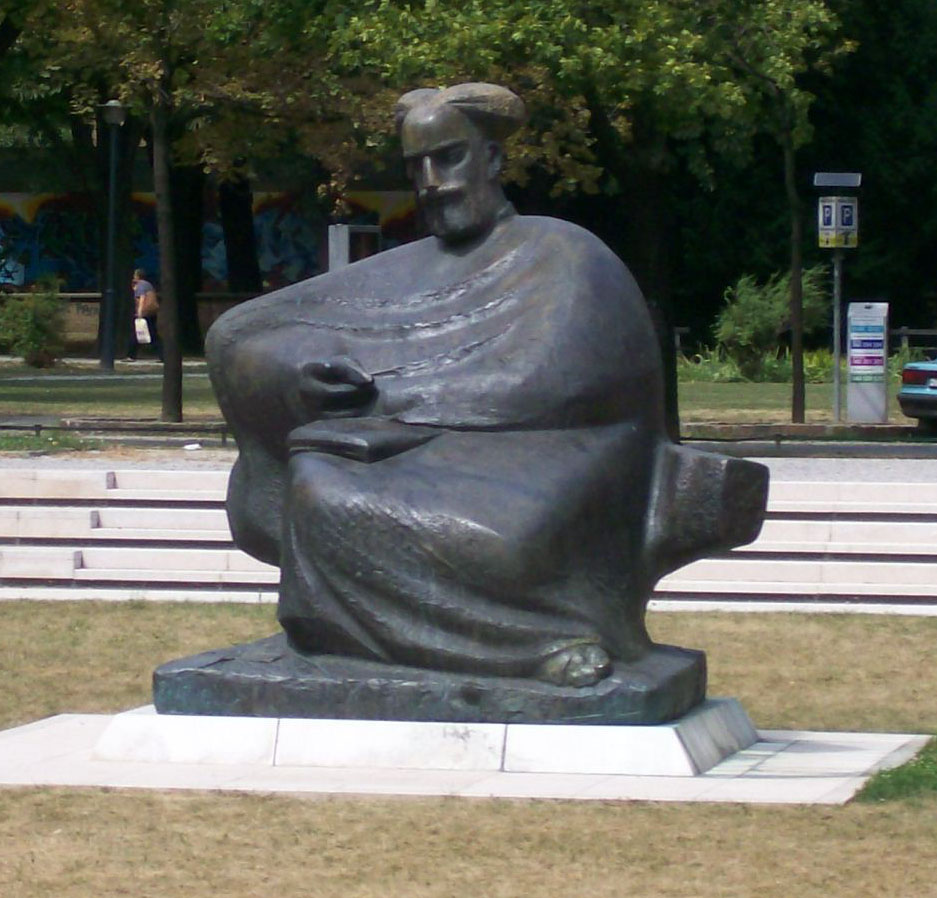
Marko Marulić
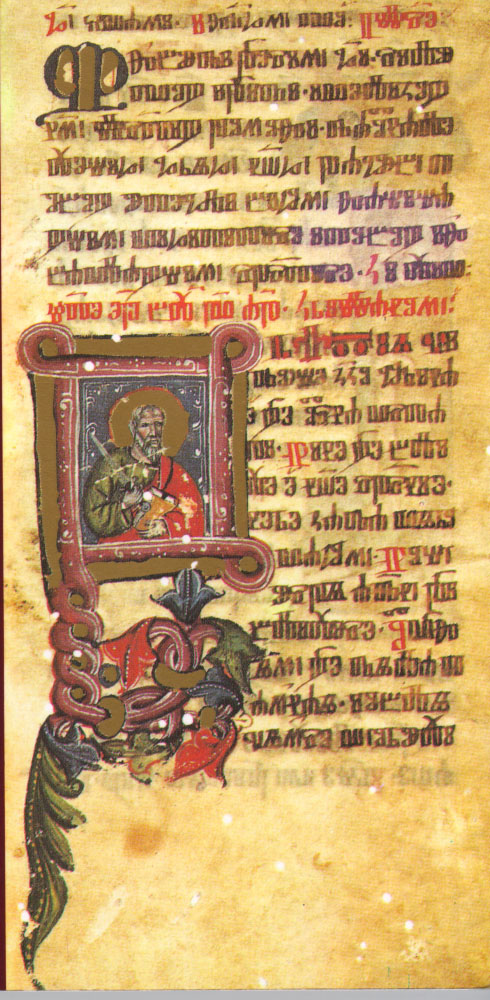
Hrvoje's Missal (en) (1404)
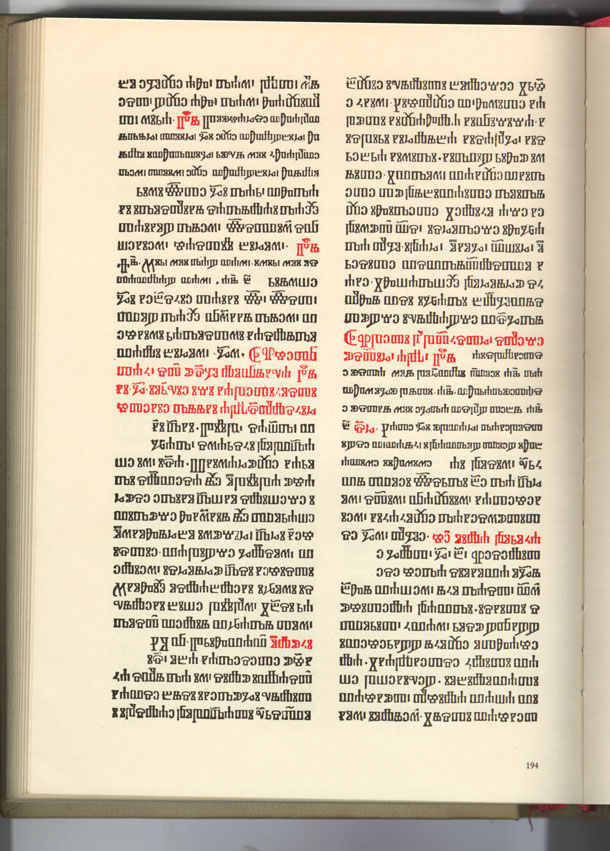
Missale Romanum Glagolitice (en) (1483)
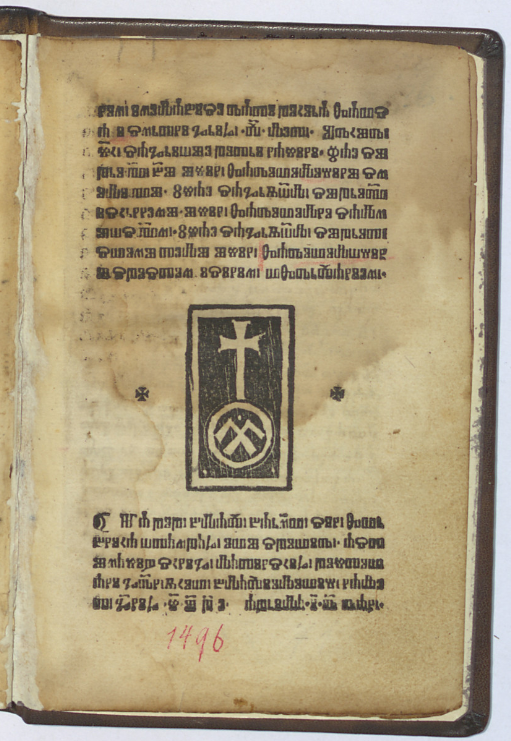
Spovid općena (en) (1496)

## XVIesiècle
Petar Hektorović (en) (1487-1572) écrit en vers des voyages et des chansons de pêcheurs : Fishing and Fishermen's Talk (en) (1556).
La littérature croate en prose se développe avec divers auteurs, dont Dominko Zlatarić (en) (1558-1613), Mavro Vetranović (en) (1482-1576) et Marin Držić (1508-1567).
Le premier roman croate, Planine (Montagnes), de Petar Zoranić (en) (1508-1569), est publié à titre posthume en 1569 à Venise.
- Mavro Vetranović (en) (1482-1576)
- Petar Hektorović (en) (1487-1572)
- Mavro Vetranović (en) (1482-1576)
- Hanibal Lucić (en) (1485c-1553), poète, dramaturge
- Mikša Pelegrinović (en) (1500-1562), poète
- Nikola Nalješković (1500-1687)
- Petar Zoranić (en) (1508c-1570c), poète
- Brne Karnarutić (en) (1515-1573), poète
- Matthias Flacius ou Matija Vlačić Ilirik (1520-1575), théologien protestant
- Dinko Ranjina (en) (1536-1607)
- Juraj Baraković (en) (1548-1628), poète, La fée slave
- Bartul Kašić (1575-1650), religieux, linguiste, traducteur
- Cercle littéraire de Varaždin (en)
- Textes glagolitiques croates : Hrvoje's Missal (en), Missale Romanum Glagolitice (en) (vers 1466)
  - Liste de livres glagolitiques (en)
  - Liste de manuscrits glagolitiques (en)
- Spovid općena (en) (Général Spovid, 1496)
- Hieronymus Megiser (en) (1554-1619), Dictionarium quatuor linguarum (en) (compilation éditée en 1592, suivie de planches encyclopédiques)

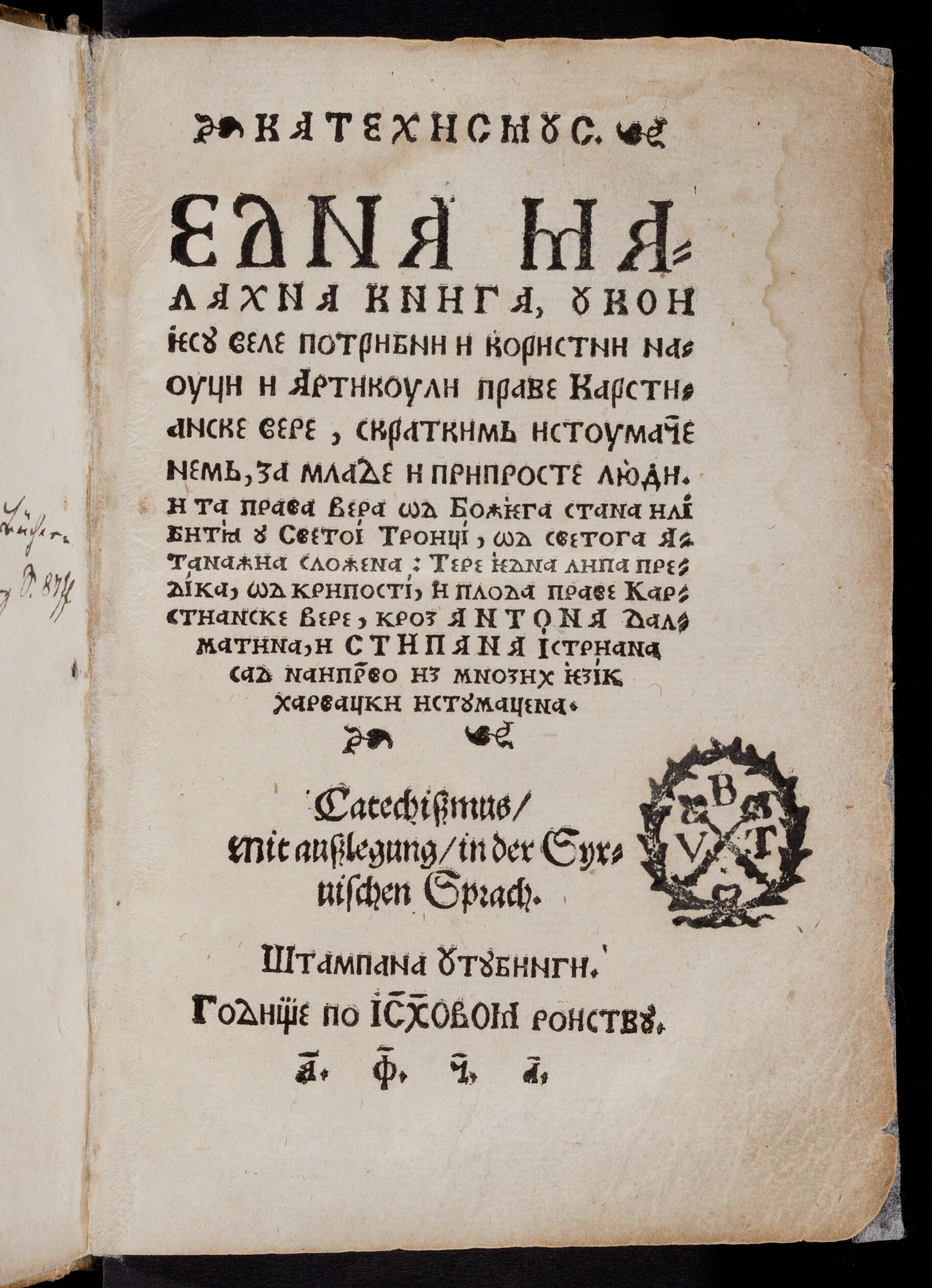
Catéchisme croate (1561)
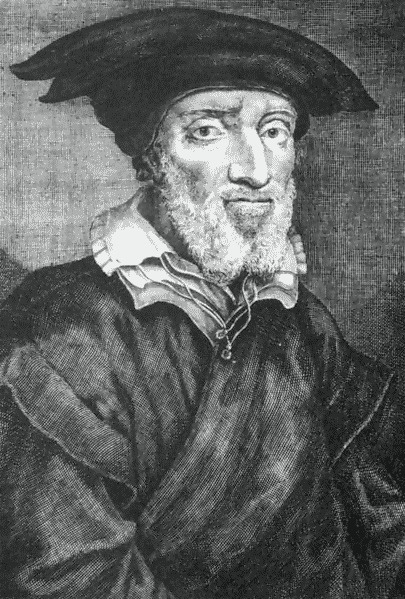
Matthias Flacius
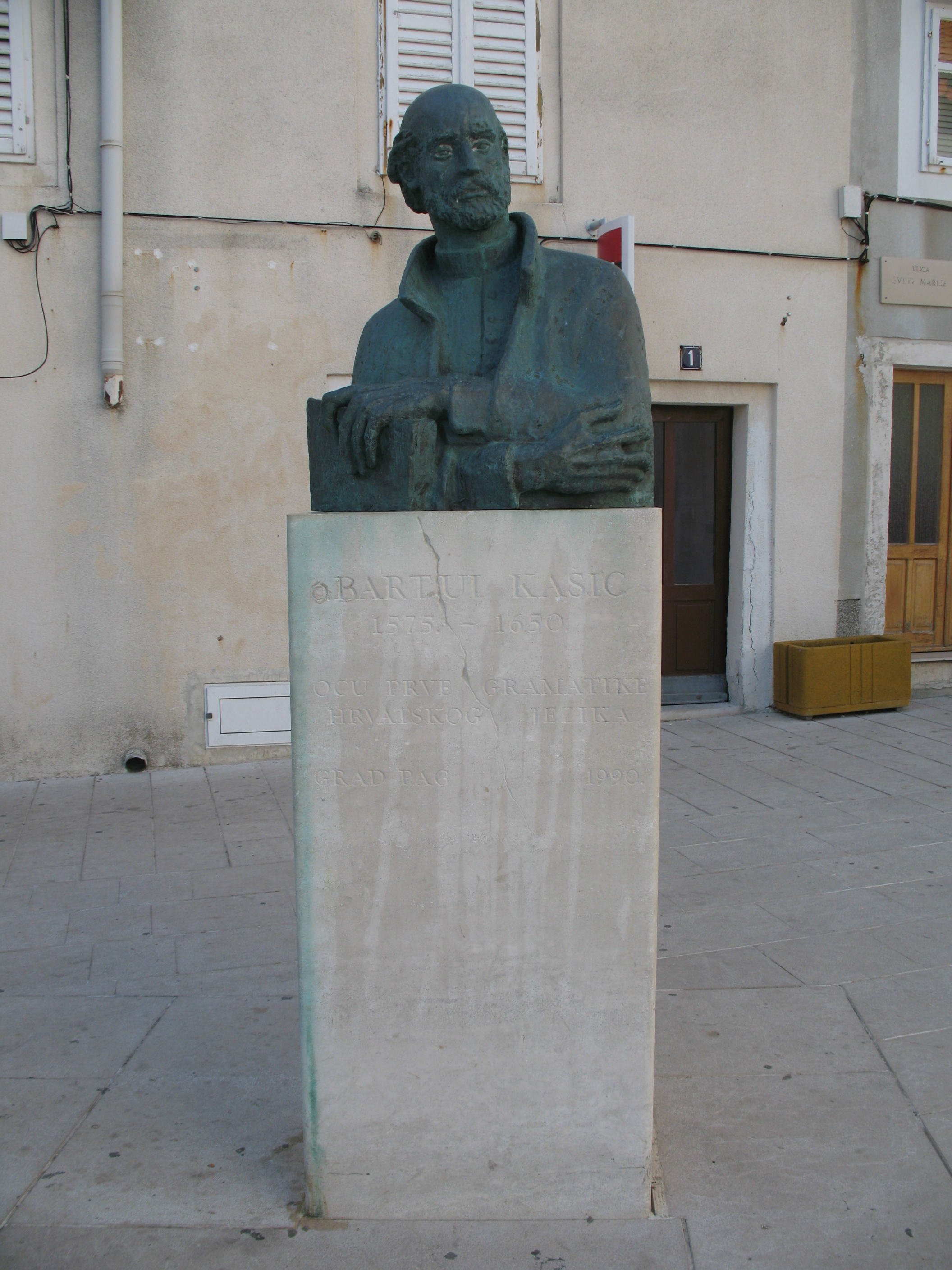
Bartul Kašić
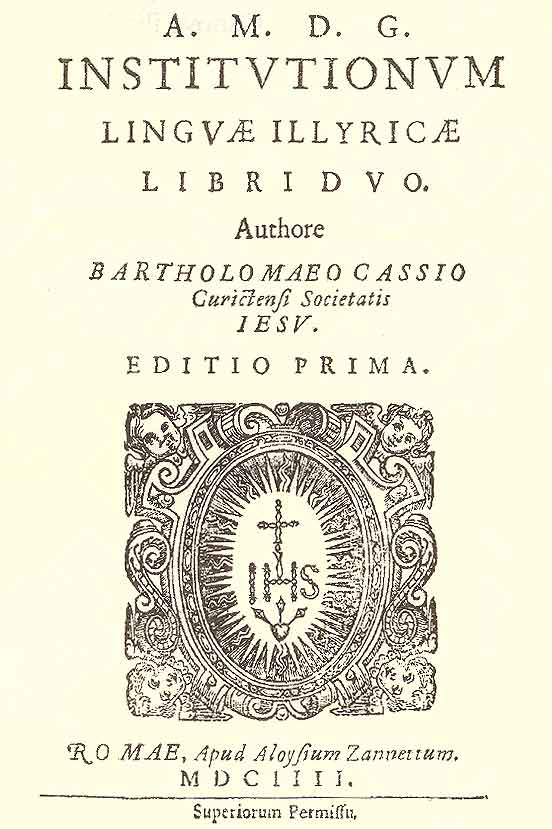
Grammaire croate (Bartul Kašić, 1604)

## XVIIesiècle
Ivan Gundulić (1589-1638) contribue à faire de Dubrovnik un centre culturel baroque, avec Junije Palmotić (1606-1657), Ivan Bunić Vučić (en) (1592-1658), Ignjat Đurđević (en) (1675-1737), Stijepo Đurđević (hr) (1579-1632), Vladislav Menčetić (en) (1617-1666), Petar Kanavelić (en) (1637-1719), Jerolim Kavanjin (en) (1461-1714), Rafael Levaković (en) (1597c-1649).
Juraj Habdelić (en) (1609-1678), Juraj Križanić (en) (1618-1683), Petar Zrinski (1621-1671), Katarina Zrinska (en) (1625-1673)), Fran Krsto Frankopan (1643-1671), Ivan Belostenec (en) (1594-1675), Dzono Palmotic (1606-1657) sont les autres écrivains les plus marquants.

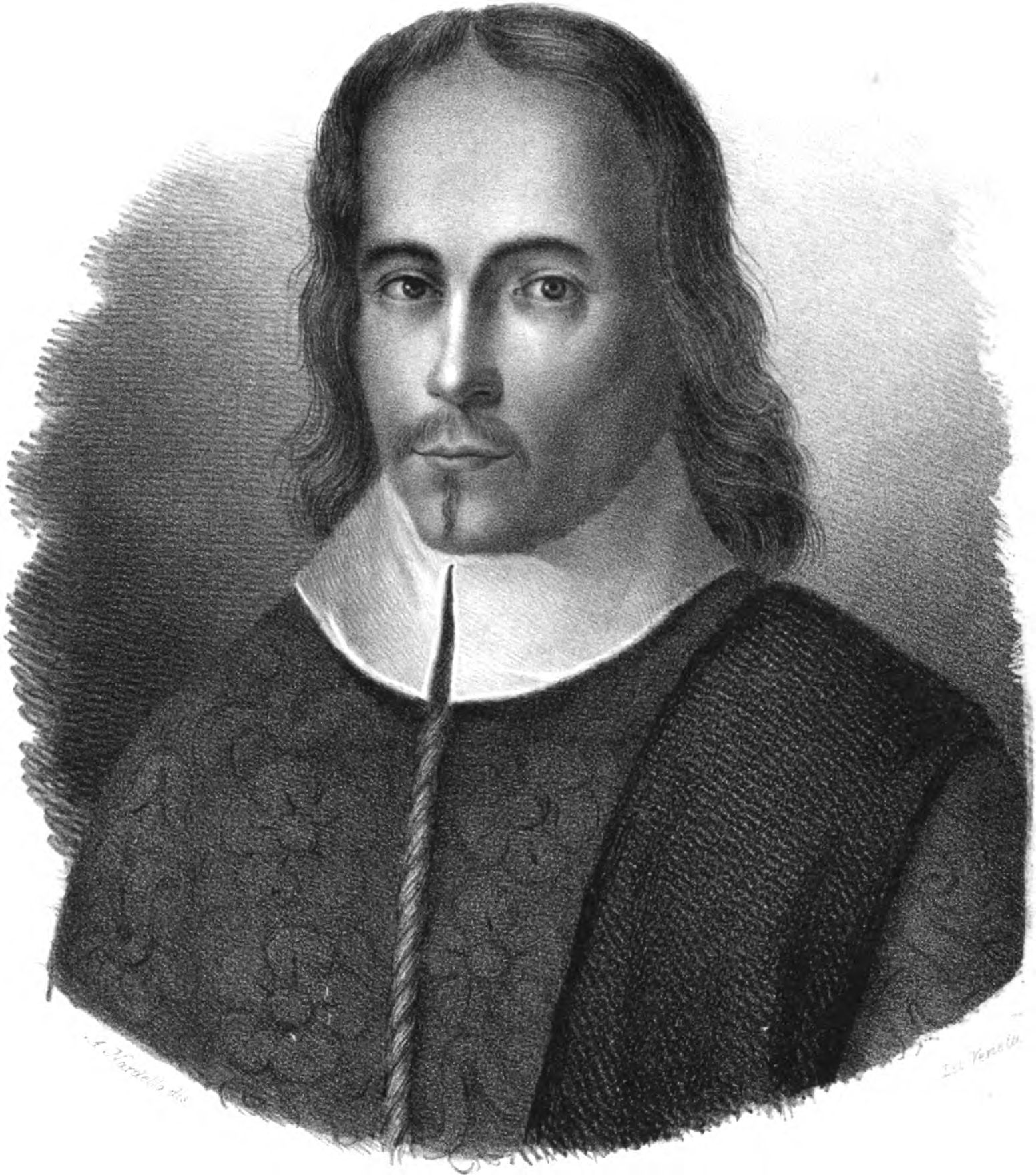
Giunio Palmotta
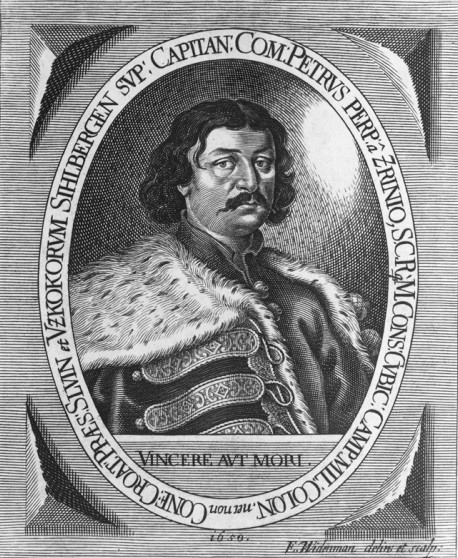
Petar Zrinski
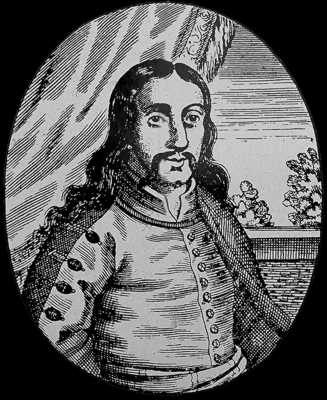
Fran Krsto Frankopan

- Hasanaginica (1646-1649, ballade)
- Putni tovaruš (en) (Compagnon de voyage, 1660, livre de prières)
- Croatia Rediviva (en) (1700, de Pavao Ritter Vitezović, référence de l'Illyrisme)

## XVIIIesiècle
Les Lumières sont représentées par Pavao Ritter Vitezović (en) (1652-1713), Filip Grabovac (en) (1698-1749), Antun Kanižlić (en) (1699-1777), Andrija Kačić Miošić (en) (1704-1760), Baltazar Adam Krčelić (en) (1715-1778), Matija Petar Katančić (en) (1750-1825), Tituš Brezovački (en) (1757-1805).
- Mihalj Šilobod Bolšić (en) (1724-1787), mathématicien, et théoricien de musique

## XIXesiècle
Le journaliste et poète Ljudevit Gaj (1809-1872) fournit un nouvel alphabet.
Les romanciers les plus réputés de la première moitié du siècle sont Ivan Mažuranić (1814-1890), Stanko Vraz (1810-1851), Petar Preradović (1818-1872)
Dimitrija Demeter (1811-1872) et Antun Nemčić (1813-1849) sont deux dramaturges renommés.
Matija Mažuranić (1817-1881), Ivan Kukuljević Sakcinski (1816-1899), Antun Mihanović (1796-1861) sont troi autres grandes figures nationales.
August Šenoa (1838-1881) est le premier romancier croate (proto)réaliste. Suivent Ante Kovačić (1854-1889) et Eugen Kumičić (en) (1850-1904).
Autres grandes figures : Ante Starčević (1823-1896), Franjo Marković (en) (1845-1914), Mirko Bogović (en) (1816-1896), Dragojla Jarnević (en) (1812-1875), Mato Vodopić (en) (1816-1882), Josip Eugen Tomić (en) (1843-1906), Rikard Jorgovanić (en) (1853-1880), Ksaver Šandor Gjalski (en) (1854-1935), Josip Kozarac (en) (1858-1906), Vjenceslav Novak (en) (1859-1905), Janko Leskovar (en) (1861-1949).
Parmi les poètes : Silvije Strahimir Kranjčević (1865-1908), Antun Gustav Matoš (1873-1914), Ivo Vojnović (1857-1929), Vladimir Nazor (1876-1949).

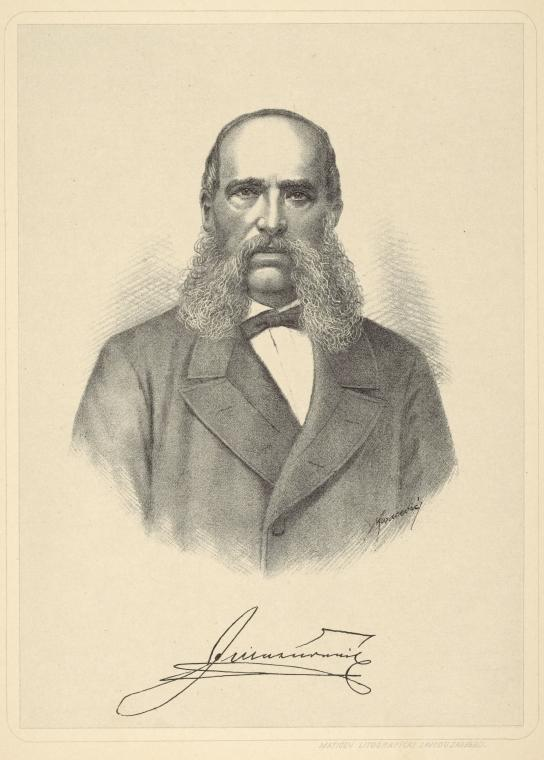
Ivan Mažuranić
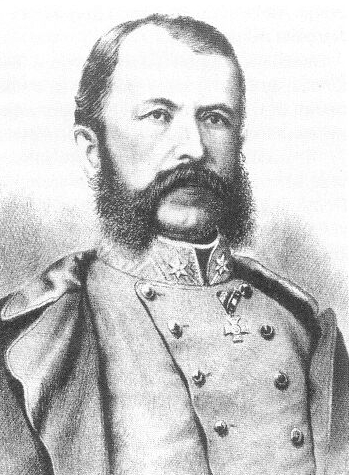
Petar Preradović
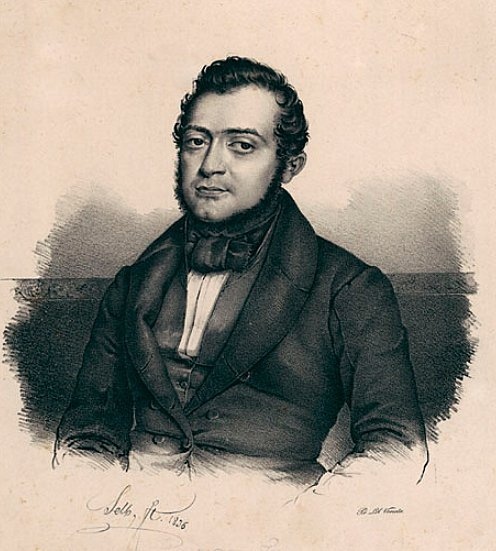
Dimitrija Demeter
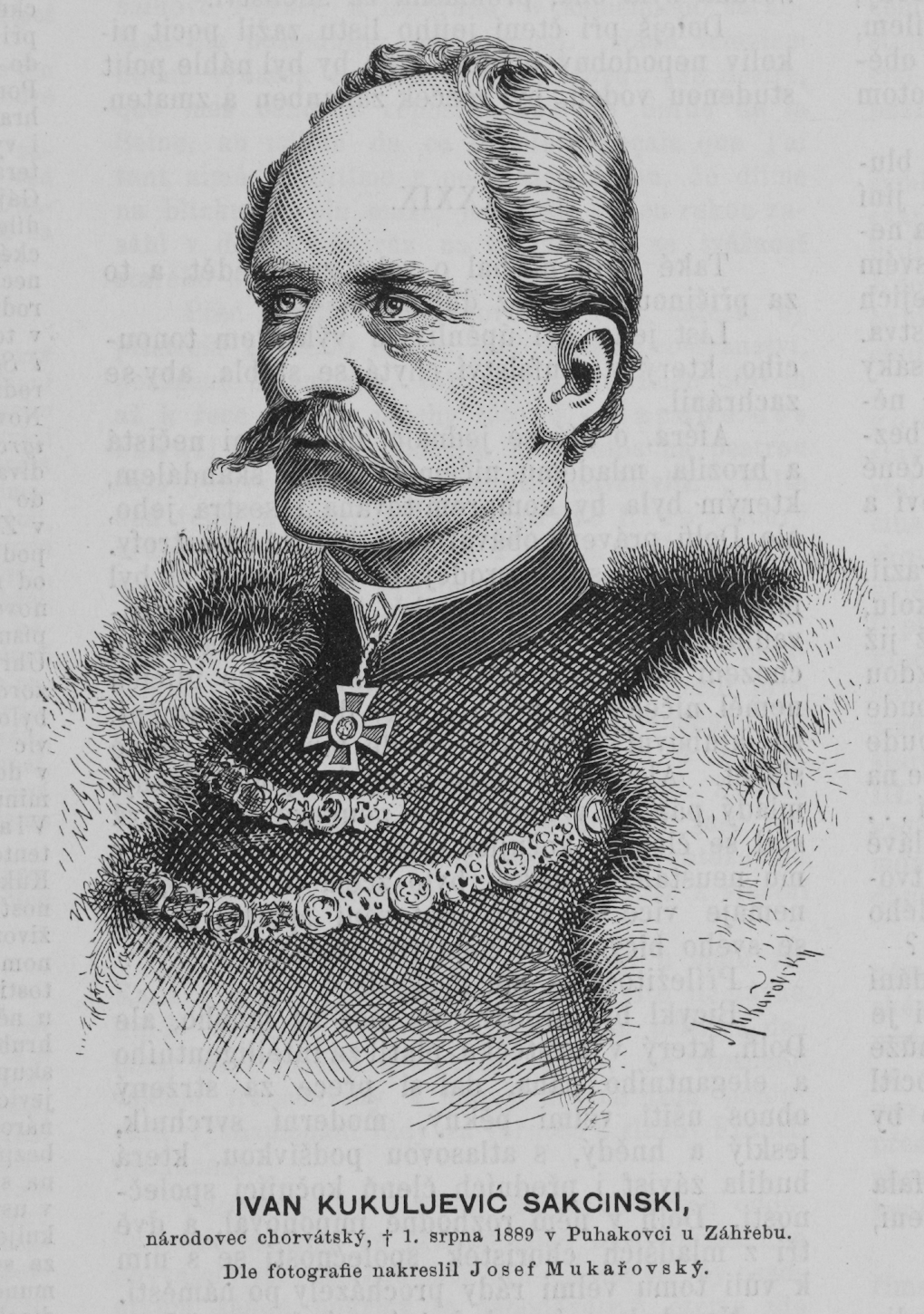
Ivan Kukuljević Sakcinski
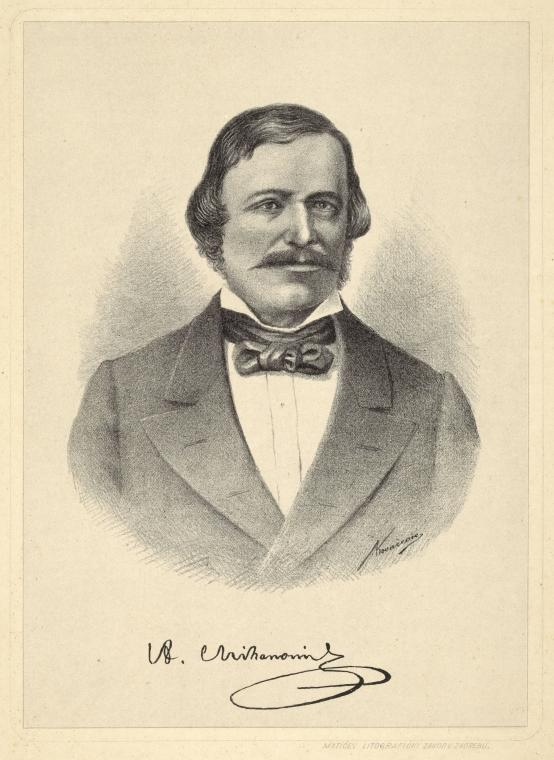
Antun Mihanović
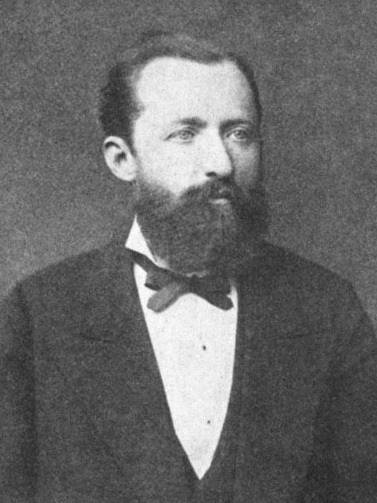
August Šenoa
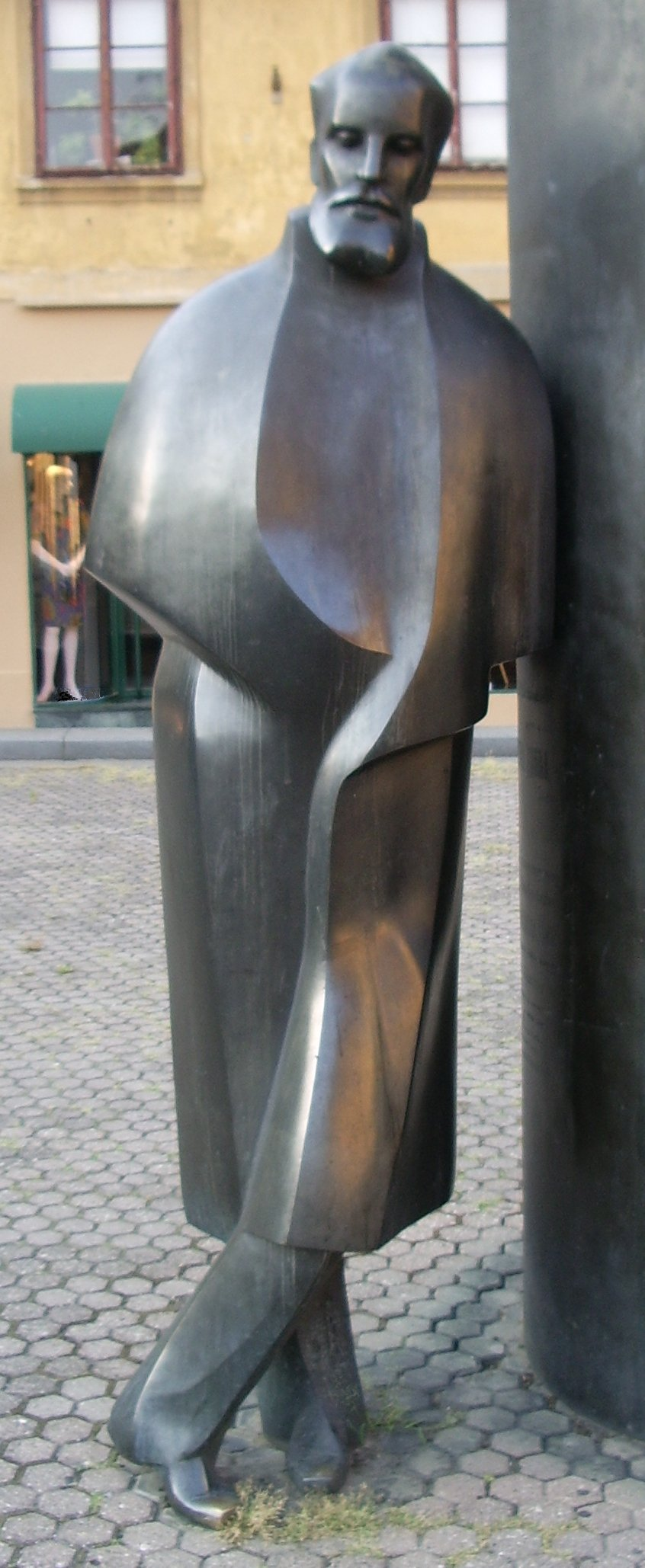
Statue de Šenoa à Zagreb
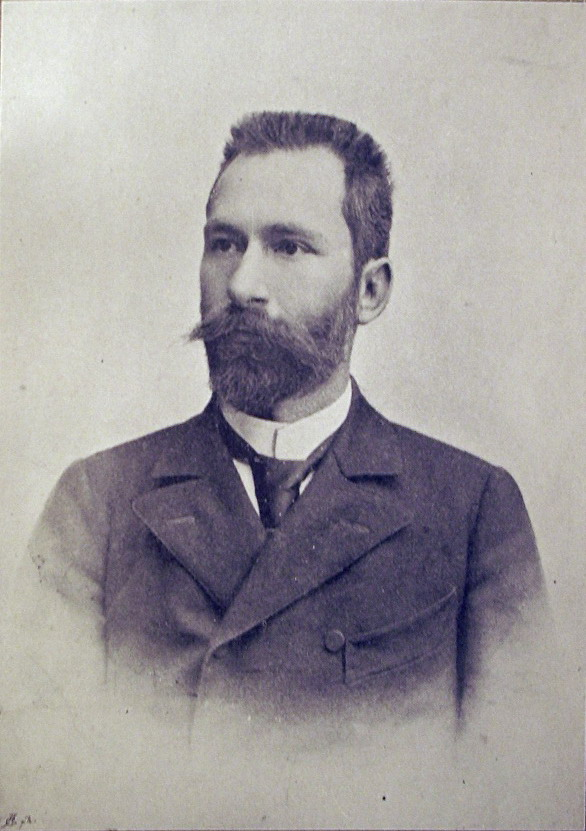
Vjenceslav Novak (en)

## XXesiècle

### 1890-1914
Le modernisme croate en littérature se manifeste dans les ouvrages de Milivoj Dežman (Ivanov), Milan Marjanović, Vladimir Nazor (1876-1949), Ante Kovačić (1854-1889), Silvije Strahimir Kranjčević (1865-1908).
Le romancier (et dramaturge) Milutin Cihlar Nehajev (1880-1931) est renommé pour Bijeg (Évasion, 1909), Veliki Grad (La Grande ville, 1919)). Autres romanciers marquants : Dinko Šimunović (1873-1933), Franjo Horvat Kiš (1876-1924), Ivan Kozarac (1885-1910), Janko Polić Kamov (1886-1910)
La poésie est bien représentée par Milan Begović (1876-1948), Dragutin Domjanić (1875-1933), Vladimir Vidrić (1875-1909), Vladimir Nazor (1876-1949), et surtout Antun Gustav Matoš (1873-1914). L'anthologie Jeunes poètes croates (1914) signe la fin d'une ère.
Le dramaturge Ivo Vojnović (1857-1929) produit Ekvinocij (Équinoxe, 1895), Dubrovačka trilogija (Trilogie de Dubrovnik, 1903). Parmi les dramaturges remarqués : Milan Ogrizović (1877-1923), Josip Kosor (1879-1961).

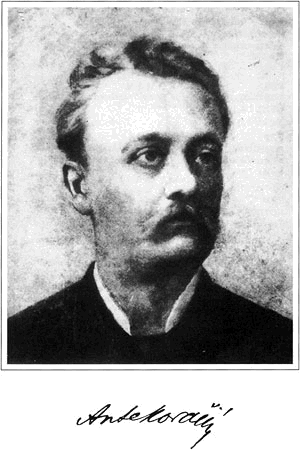
Ante Kovačić
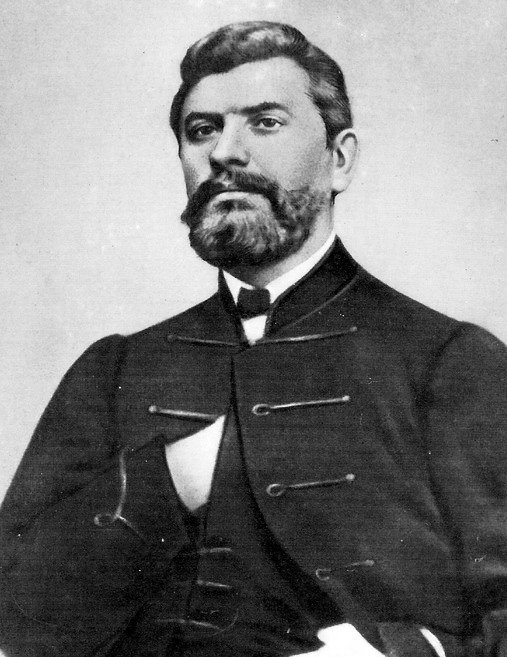
Ante Starčević
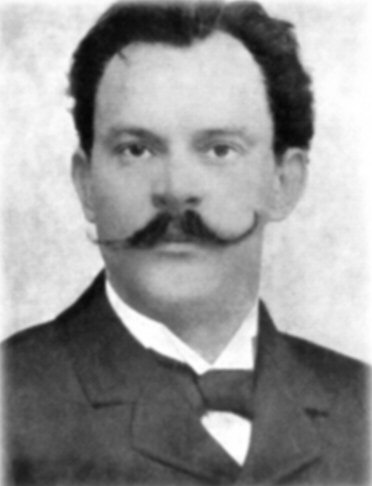
Silvije Strahimir Kranjčević
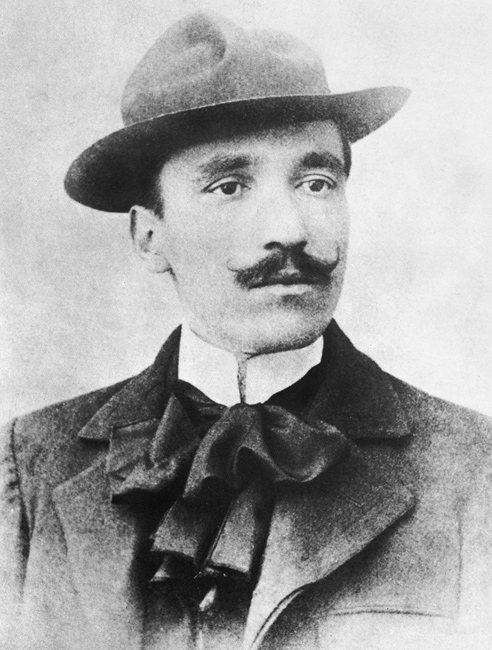
Antun Gustav Matoš
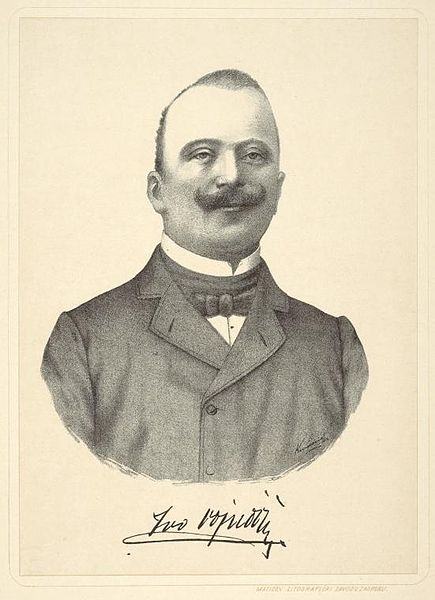
Ivo Vojnović

- Janko Polić Kamov (en) (1886-1910), romancier, poète

### 1914-1945
- Ivana Brlić-Mažuranić (1874-1938), auteure enfance
- Milan Begović (en) (1876-1948), dramaturge
- Josip Kosor (1879-1961), dramaturge
- Djuro Vvikovič (1889-1958), poète
- Mile Budak (1889-1945), romancier
- Tin Ujević (1891-1955), poète
- Slavko Kolar (1891-1963), dramaturge et humoriste.
- Miroslav Krleža (1893-1981), nouvelliste, dramaturge, romancier, Les Ballades de Petritsa Kerempouh (Balade Petrice Kerempuhan, 1936)
- August Cesarec (1893-1941), romancier
- Antun Branko Šimić (1898-1925), poète
- Mate Balota (1898-1963, alias Mijo Mirković)
- Gustav Krlec (1899-1977), poète
- Sida Košutić (1902-1965),
- Dobrisa Cesarič (1902-1980)
- Dragutin Tadijanovič (1905-2007), poète
- Ilija Nanetak (1906-?),
- Ivan-Goran Kovačyč (1913-1943), poète

Mais aussi Ante Bonifačyč (1901-?), Vjekoslav Majer(1900-?), Vlado Vlaisavljevič, Frano Alfirevič (1903-?), Ivo Kozarčanin (1911-1941), Dora Pfonova (1897-?), Antun Nizeteo (1913-), Olinko Delorko (1910-), Drago Ivanisevič (1909-), Vladko Batusič (1902-), Mato Balota (1898-1963), Drago Gervais (1904-1957), Grigor Vitez (1911-1966)...

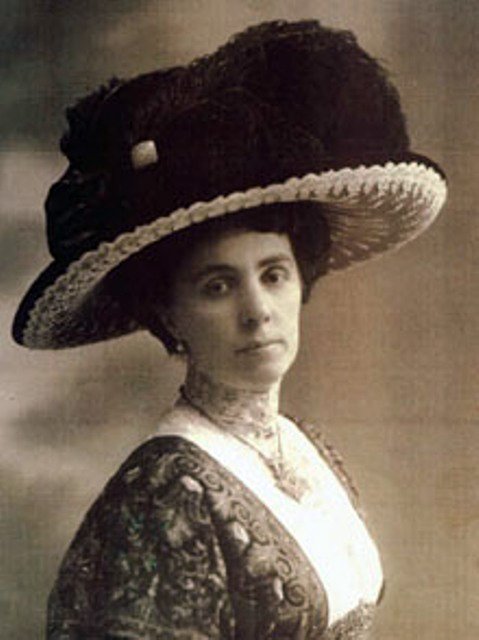
Ivana Brlić-Mažuranić
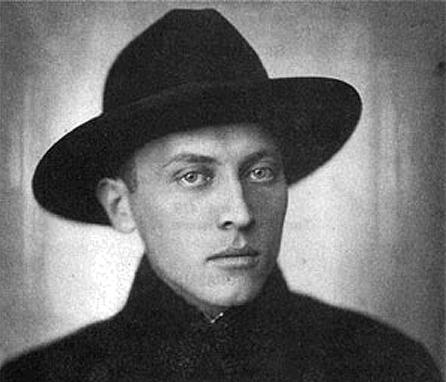
Milan Begović (en)
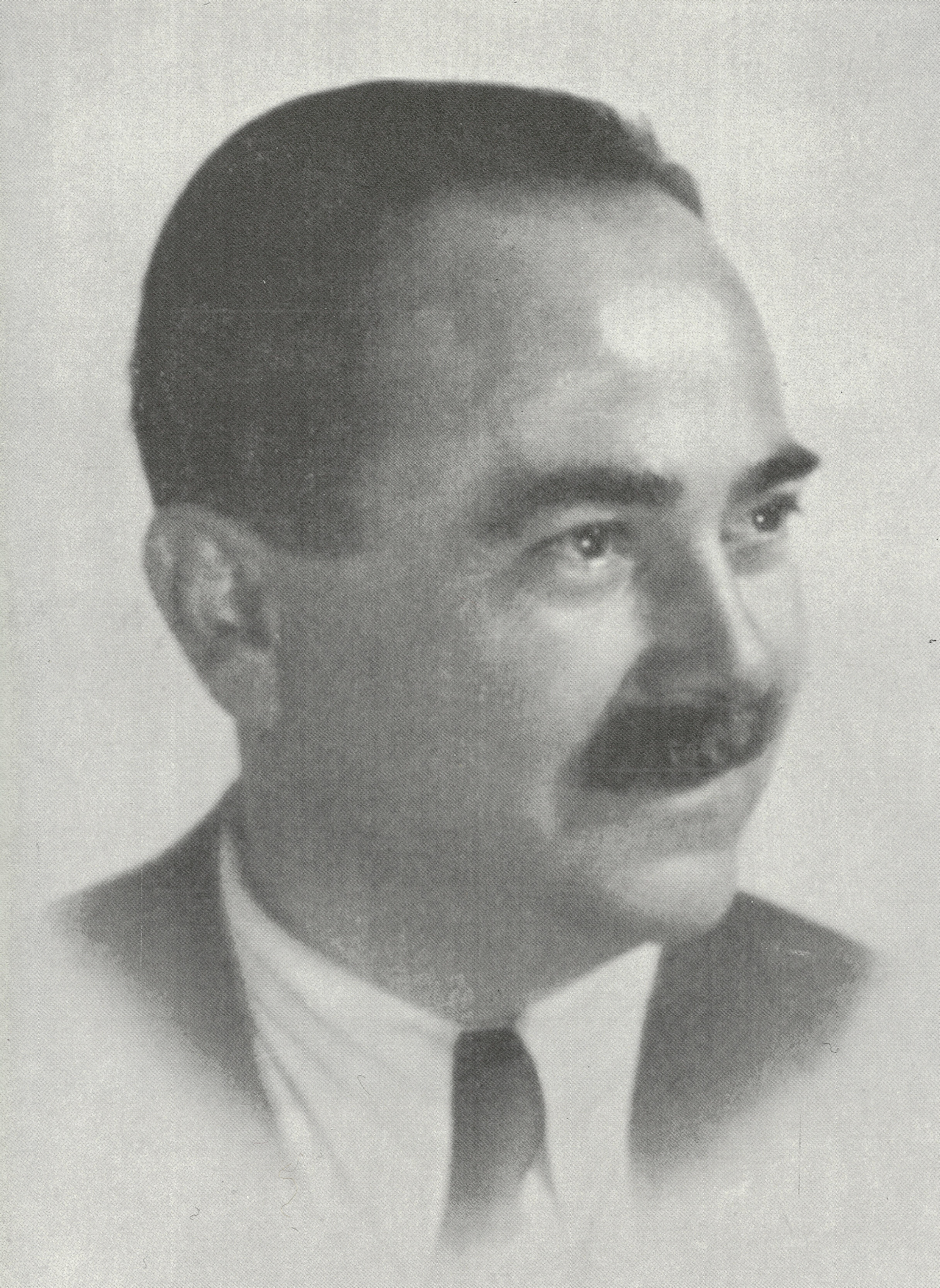
Mile Budak
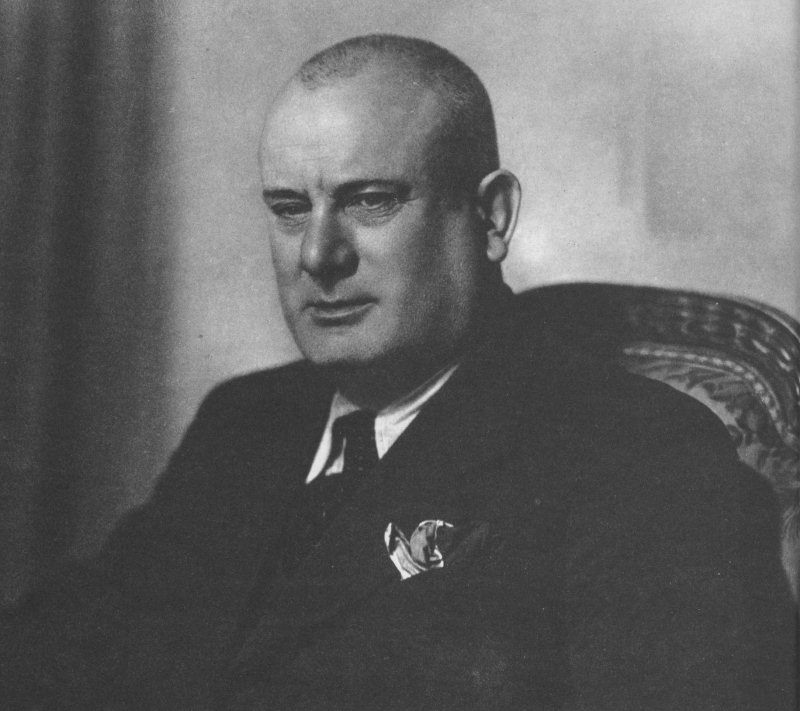
Tin Ujević
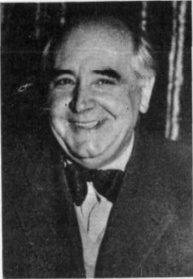
Miroslav Krleža

### 1945-1990
- Petar Šegedin (1909-1998)
- Vjekoslav Kaleb (1905-1996)
- Ranko Marinković (1913-2001)
- Novak Simič (1906-1981)
- Ivan Dončevič (1909-1982)
- Marin Franičevič (1911-1990), poète
- Sime Vicetič (1909-?), poète
- Vesna Parun (1922-2010), poétesse
- Juro Kaštelan (1919-1990), poète
- Drago Ivanisevič (1907-1981), poète
- Slavko Batušyč (1902-?), dramaturge
- Vladan Desnica (1905-1967)

#### Années 1950
- Ivan Slamnig (1930-2001), Ivan Kusan (1933-2012), Antun Soljan (1932-1993), Slobodan Novak (1924-2016)
- Ivan Raos (1921-1987), Slavko Mihalič (1928-2007)
- Milivoj Šlavicek (1929-2012), Vlado Gotovac (1930-2000), Tono Marčevič (1941-), Nikola Miličevič (1922-)
- Vladko Pavlette (1930-), Stanislav Simič (1904-1960), Miroslav Sičlo (1926-), Branimir Dado (1934-)
- Irena Vrkljan (1930-)...

#### Années 1960
- Zvonimir Majdak, Alojz Majetič, Branislav Glumac
- Danijel Dragojevič, Dubravko Horvatič, Luka Paljetak
- Mirko Božić (1919-)
- Predrag Vranički, Rudi Supek, Milan Kangrga, Gajo Petrovič (1927-), Veljko Korać

#### Années 1970-1990
- Drago Kekanovič, Pero Budak (1919-), Marijan Matjovič (1915-1985)
- Ivo Frangeš (1920-2003), Slobodan Novak (1924-2016)
- Ivan Aralica (1930-), Vlatko Pavletić (1930-2007), Irena Vrkljan (1930-2021), Vesna Krmpotic (1932-), Zvonimir Majdak (1938)
- Stjepan Cuič (1945-), Goran Babič, Pavao Pavličić (1946-), Daša Drndić (1946-2018), Goran Tribuson (1948-), Slobodan Šnajder (1948-), Slavenka Drakulić (1949-), Dubravka Ugrešić (1949-), Đ. Senjanović (1949-)
- Drago Hedl (en) (1950-), B. Radaković (1951-), Stanka Gjurić (en) (1956-), E. Popovic (1957-)

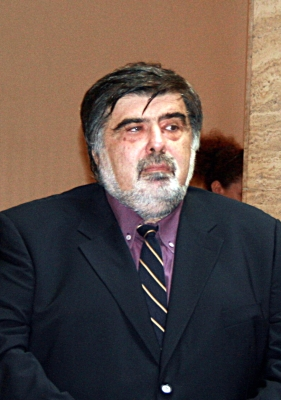
Goran Tribuson
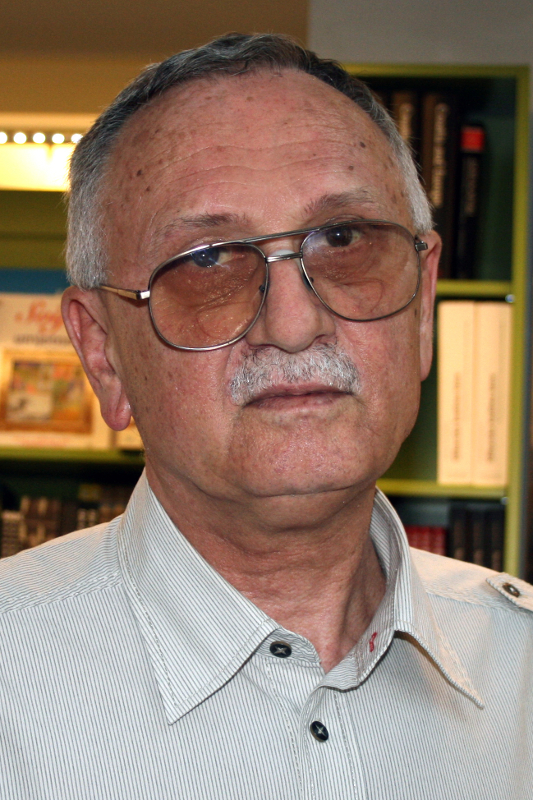
Pavao Pavličić
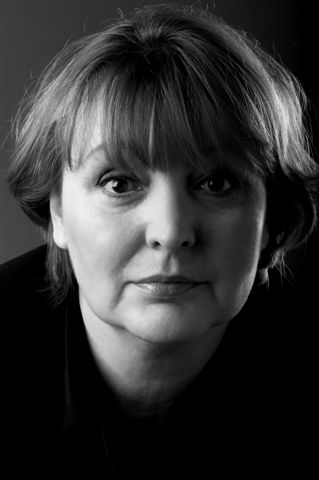
Dubravka Ugrešić

### Depuis 1990
- FAK
- Zoran Ferić (1961-), Marsela Šunjić (1963-2009), Jurica Pavičić (1965-), Miljenko Jergović (1966-), Robert Perišić (en) (1969-)
- Ante Tomić (1970-), Igor Štiks (1977-), et d'autres.
- Ivana Bodrožić (en) (1982-), Hôtel Z

## Œuvres modernes et contemporaines
- Le Retour de Philip Latinowicz (en) (1932, de Miroslav Krleža)
- À la limite de la raison (en) (1938, de Miroslav Krleža)
- Pays serré : un roman de la vie folklorique d'Istrie (en) (1946, de Mate Balota)
- Une colline au-dessus des nuages (en) (1987, de Vesna Krmpotić)
- Bréviaire méditerranéen (1992, de Predrag Matvejević)
- Café Europa (en) (1996, de Slavenka Drakulić)
- Ils ne feraient jamais de mal à une mouche (en) (2004, de Slavenka Drakulić)
- Notre homme en Irak (en) (2007, de Robert Perišić (en))
- Science-fiction croate (en)

## Auteurs
- Écrivains croates
- Liste alphabétique d'écrivains croates
- Liste d'écrivains croates par année de naissance, Écrivains croates par siècle (en)
- Liste d'écrivaines croates (en)
- Dramaturges croates

## Institutions
- Festivals littéraires : Krokodil Literary Festival (en), International Novi Sad Literature Festival (en)
- Festival de poésie : Croatia rediviva (en)
- Prix littéraires en Croatie : Prix Ksaver Šandor Gjalski (hr), Prix Tin Ujević (hr), Croatia rediviva: Ča, Kaj, Što – baštinski dani (en), SFERA Award (en)
- Interliber (en) (Zagreb)
- Liste d'archives en Croatie (en)
- Liste d'universités et collèges en Croatie (en)
- Institut Miroslav Krleža de lexicographie (en) (LZMK, 1950), Hrvatska enciklopedija (1999-)
- Proleksis enciklopedija (2008-, en ligne)
- Wikipédia en croate
- Vinopedia.hr (en)

Liste restreinte de prix littéraires internationaux :
- Prix européen de littérature (2005)
- Prix Angelus de littérature d'Europe centrale (de) (2006)

## Revues littéraires
- Kokot (1916-1918), autour de Ulderiko_Donadini (en) (1894-1923)
- Sirius (magazine) (en) (1976-1989, revue de SF)
- Republika (magazine croate) (en), magazine périodique littéraire/artistique, depuis 1945

## Théâtre
- Théâtre en Croatie (en)
- Théâtre croate (catégorie)
  - Théâtre national croate (Zagreb) (1840)
  - Nouvelle vie (New Life, Novi Život, 1948), premier théâtre au monde pour les aveugles
  - Exit Theatre (en) (1994)
  - &TD Theatre (en)
  - ZeKaeM (en) (1948, Théâtre pour la jeunesse de Zagreb, Zagrebačko kazalište mladih)
  - Marionnettes : City Puppet Theatre (Split, 1945), Zagreb Puppet Theatre (en) (1948), Zadar Puppet Theatre (1951), City Puppet Theatre (Rijeka, 1960, Domino)
- Festivals de théâtre en Croatie (hr)
  - Eurokaz (hr) (1987-), festival international de théâtre de Zagreb
  - Festival international de théâtre de marionnettes de Zagreb (hr) (1968-)
  - Festival de théâtre d'aveugles "Blind in Theatre" (BIT, 1969-)
- Institut de littérature, du théâtre et de musique croate (Zavod za povijest hrvatske književnosti, kazališta i glazbe, 1965)

## Autres langues
- Langues en Croatie, Langues de Croatie
- Littérature latine de Croatie (en)
- Alphabet Gaj